# Pokal Slovenije 2018/19
Der Pokal Slovenije 2018/19 war die 28. Austragung des slowenischen Fußballpokalwettbewerbs der Herren. Pokalsieger wurde Titelverteidiger NK Olimpija Ljubljana, der sich im Finale gegen den NK Maribor durchsetzte.
Durch den Sieg im Finale qualifizierte sich Olimpija für die 1. Qualifikationsrunde der UEFA Europa League 2019/20.

## Teilnehmer
| Nogometna Liga 2017/18 |
| ---------------------- |
| NK Olimpija Ljubljana  |
| NK Maribor             |
| NK Domžale             |
| NK Rudar Velenje       |
| NK Celje               |
| ND Gorica              |
| NK Krško               |
| NK Aluminij            |
| NK Triglav Kranj       |
| NK Ankaran Hrvatini    |

| Sieger des Regionalpokals | Sieger des Regionalpokals                 |
| ------------------------- | ----------------------------------------- |
| MNZ Celje                 | NK Šampion Celje, NK Rogaška              |
| MNZ Koper                 | FC Koper, NK Plama Podgrad                |
| MNZG Kranj                | NK Jesenice, NK Zarica Kranj              |
| MNZ Lendava               | NK Turnišče, NK Nafta Lendava             |
| MNZ Ljubljana             | NK Ivančna Gorica, NK Bravo               |
| MNZ Maribor               | NK Akumulator Mežica, NK Korotan Prevalje |
| MNZ Murska Sobota         | NK Grad, NŠ Mura                          |
| MNZ Nova Gorica           | ND Bilje, NK Brda Dobrovo                 |
| MNZ Ptuj                  | ŠD Videm, NK Drava Ptuj                   |

## Modus
In den ersten beiden Runden wurde der Sieger in einem Spiel ermittelt. Stand es nach der regulären Spielzeit von 90 Minuten unentschieden, kam es zur Verlängerung von zweimal 15 Minuten und falls danach immer noch kein Sieger feststand zum Elfmeterschießen. Im Viertel- und Halbfinale wurden die Sieger in Hin- und Rückspiel ermittelt.
Mannschaften, die sich aus dem gleichen Regionalpokal qualifiziert hatten, konnten in den beiden ersten Runden nicht aufeinander treffen. Unterklassige Teams hatten bis zum Achtelfinale Heimrecht.

## 1. Runde
| Datum                 |                      | Ergebnis  |                     |
| --------------------- | -------------------- | --------- | ------------------- |
| 14.08.2018, 16:00 Uhr | NK Turnišče          | 0:8       | NK Krško            |
| 15.08.2018, 16:00 Uhr | NK Akumulator Mežica | 1:7       | NK Brda Dobrovo     |
| 15.08.2018, 16:00 Uhr | NK Grad              | 1:2       | NK Aluminij         |
| 15.08.2018, 16:00 Uhr | NK Drava Ptuj        | 0:2       | NK Bravo            |
| 15.08.2018, 16:00 Uhr | ŠD Videm             | 1:2 n. V. | NK Triglav Kranj    |
| 15.08.2018, 16:00 Uhr | NK Jesenice          | 00:12     | FC Koper            |
| 15.08.2018, 16:00 Uhr | NK Plama Podgrad     | 0:5       | ND Gorica           |
| 15.08.2018, 16:00 Uhr | NK Šampion Celje     | 0:1 n. V. | NK Ivančna Gorica   |
| 15.08.2018, 16:00 Uhr | NK Nafta Lendava     | 2:1       | NK Ankaran Hrvatini |
| 15.08.2018, 16:00 Uhr | ND Bilje             | 0:2       | NK Celje            |
| 15.08.2018, 18:00 Uhr | NK Korotan Prevalje  | 5:1       | NK Zarica Kranj     |
| 16.08.2018, 16:00 Uhr | NK Rogaška           | 1:3       | NŠ Mura             |

## Achtelfinale
In dieser Runde stiegen die vier Europacup-Teilnehmer NK Olimpija Ljubljana, NK Maribor, NK Domžale und NK Rudar Velenje ein.
| Datum                 |                       | Ergebnis |                  |
| --------------------- | --------------------- | -------- | ---------------- |
| 12.09.2018, 15:30 Uhr | NŠ Mura               | 1:0      | NK Rudar Velenje |
| 12.09.2018, 15:30 Uhr | NK Bravo              | 2:3      | NK Maribor       |
| 12.09.2018, 19:00 Uhr | FC Koper              | 2:0      | NK Nafta Lendava |
| 12.09.2018, 19:30 Uhr | NK Ivančna Gorica     | 0:3      | NK Domžale       |
| 19.09.2018, 15:30 Uhr | NK Brda Dobrovo       | 0:2      | ND Gorica        |
| 19.09.2018, 18:00 Uhr | NK Korotan Prevalje   | 0:3      | NK Aluminij      |
| 19.09.2018, 19:00 Uhr | NK Celje              | 0:3      | NK Krško         |
| 20.09.2018, 18:00 Uhr | NK Olimpija Ljubljana | 2:1      | NK Triglav Kranj |

## Viertelfinale
Die Hinspiele fanden am 17., 23. und 24. Oktober 2018 statt, die Rückspiele am 31. Oktober 2018.
|            | Gesamt    |                       | Hinspiel | Rückspiel |
| ---------- | --------- | --------------------- | -------- | --------- |
| FC Koper   | 1:6       | NK Olimpija Ljubljana | 0:5      | 1:1       |
| NK Maribor | 3:2       | NK Domžale            | 1:0      | 2:2       |
| ND Gorica  | 2:6       | NŠ Mura               | 0:3      | 2:3       |
| NK Krško   | (a)2:2(a) | NK Aluminij           | 2:2      | 0:0       |

## Halbfinale
Die Hinspiele fanden am 3. und 4. April 2019 statt, die Rückspiele am 23. und 24. April 2019.
|             | Gesamt |                       | Hinspiel | Rückspiel |
| ----------- | ------ | --------------------- | -------- | --------- |
| NK Maribor  | 2:1    | NŠ Mura               | 1:0      | 1:1       |
| NK Aluminij | 1:6    | NK Olimpija Ljubljana | 1:2      | 0:4       |

## Finale
| Paarung               | NK Olimpija Ljubljana – NK Maribor |
| Ergebnis              | 2:1 (1:0) |
| Datum                 | 30. Mai 2019 um 20:15 Uhr |
| Stadion               | Stadion Z’dežele, Celje |
| Zuschauer             | 8.623 |
| Schiedsrichter        | Matej Jug |
| Tore                  | 1:0 Stefan Savic (17.) 2:0 Stefan Savic (75.) 2:1 Marcos Tavares (90.+2') |
| NK Olimpija Ljubljana | Nejc Vidmar – Jan Andrejašič, Macky Bagnack, Vitālijs Maksimenko, Dino Štiglec – Tomislav Tomić, Marko Putincanin, Stefan Savic – Asmir Suljić (90.+9' Mario Jurčevič), Haris Kadrić (86. Rok Kidrič), Endri Çekiçi (90.+6' Vitja Valenčič) Cheftrainer: Safet Hadžić |
| NK Maribor            | Kenan Pirić – Martin Milec, Alexandru Crețu, Saša Ivković, Mitja Viler – Blaž Vrhovec (77. Jan Mlakar), Amir Derviševic (67. Marcos Tavares) – Dino Hotić, Aleks Pihler, Jasmin Mešanović – Luka Zahović Cheftrainer: Darko Milanič                                   |
| Gelbe Karten          | Macky Bagnack, Rok Kidrič – Dino Hotić, Blaž Vrhovec |